# Magan Diabaté
Magan Diabaté (ur. 13 listopada 1973) – burkiński piłkarz grający na pozycji pomocnika.

## Kariera klubowa
W swojej karierze piłkarskiej Diabaté grał w klubie USFA Wagadugu.

## Kariera reprezentacyjna
W reprezentacji Burkiny Faso Diabaté zadebiutował w 1997 roku. W 1998 roku został powołany do kadry Burkina Faso na Puchar Narodów Afryki 1998. Na tym turnieju zajął 4. miejsce. Wystąpił na nim w czterech meczach: z Gwineą (1:0), w ćwierćfinale z Tunezją (1:1, k. 8:7), półfinale z Egiptem (0:2) i o 3. miejsce z Demokratyczną Republiką Konga (4:4, k. 1:4).